# 金王八幡宮

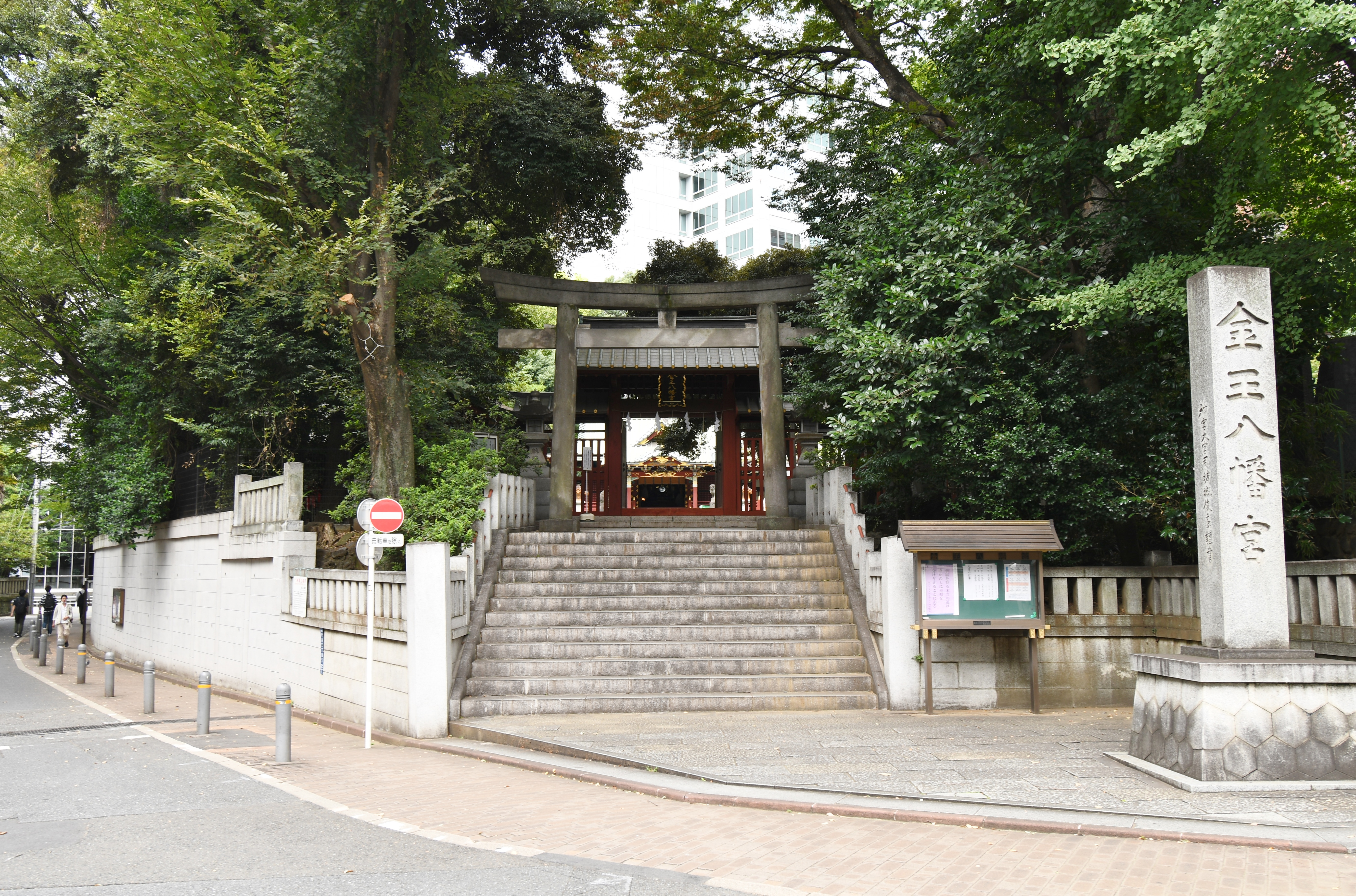
正面入り口

金王八幡宮（こんのうはちまんぐう）は、東京都渋谷区渋谷にある八幡神社。旧社格は郷社。

## 祭神
- 応神天皇（品陀和気命・八幡大菩薩）

## 歴史
社伝によれば、寛治6年（1092年）に平武綱によって創建された。前九年の役・後三年の役で源頼義・源義家父子に従って戦った平武綱は河崎基家と称された。基家の子である渋谷重家は堀河帝より渋谷の姓を賜り、渋谷城（現在の金王八幡宮）を築いて渋谷氏の祖となった。
江戸時代には徳川将軍家の信仰を得て、特に3代将軍徳川家光の乳母春日局と守役青山忠俊は神門、社殿を造営したとされる。なお、江戸時代末期までは金王八幡宮に隣接する渋谷山親王院東福寺（天台宗）が別当寺であった。当初は渋谷八幡と称していた。社名にある「金王」は、重家の嫡男常光がこの神社に祈願して金剛夜叉明王の化身として生まれたことにより金王丸と称したことによるとされる。
小説『天地明察』の舞台になっており、当時は算額が多く奉納されていた。

## 境内

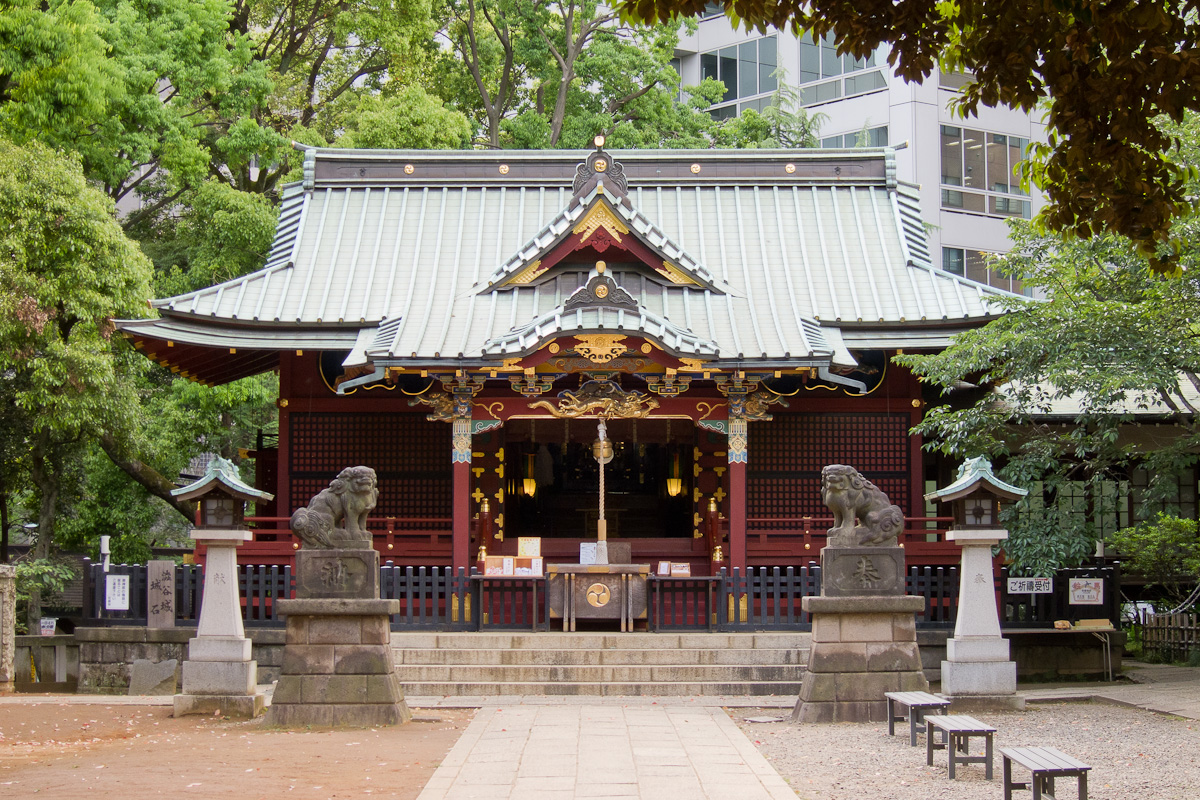
拝殿（渋谷区指定文化財）

- 本殿・拝殿 - 慶長17年（1612年）造営。渋谷区指定有形文化財。
- 金王桜 - 江戸の郊外三銘木の1つに数えられ、江戸時代後期に刊行された『江戸名所図会』に描かれた桜で、源頼朝ゆかりと伝わる銘木[注釈 1]。渋谷区指定天然記念物。
- 神楽殿
- 金王丸影堂
- 参集殿
- 社務所
- 大鳥居

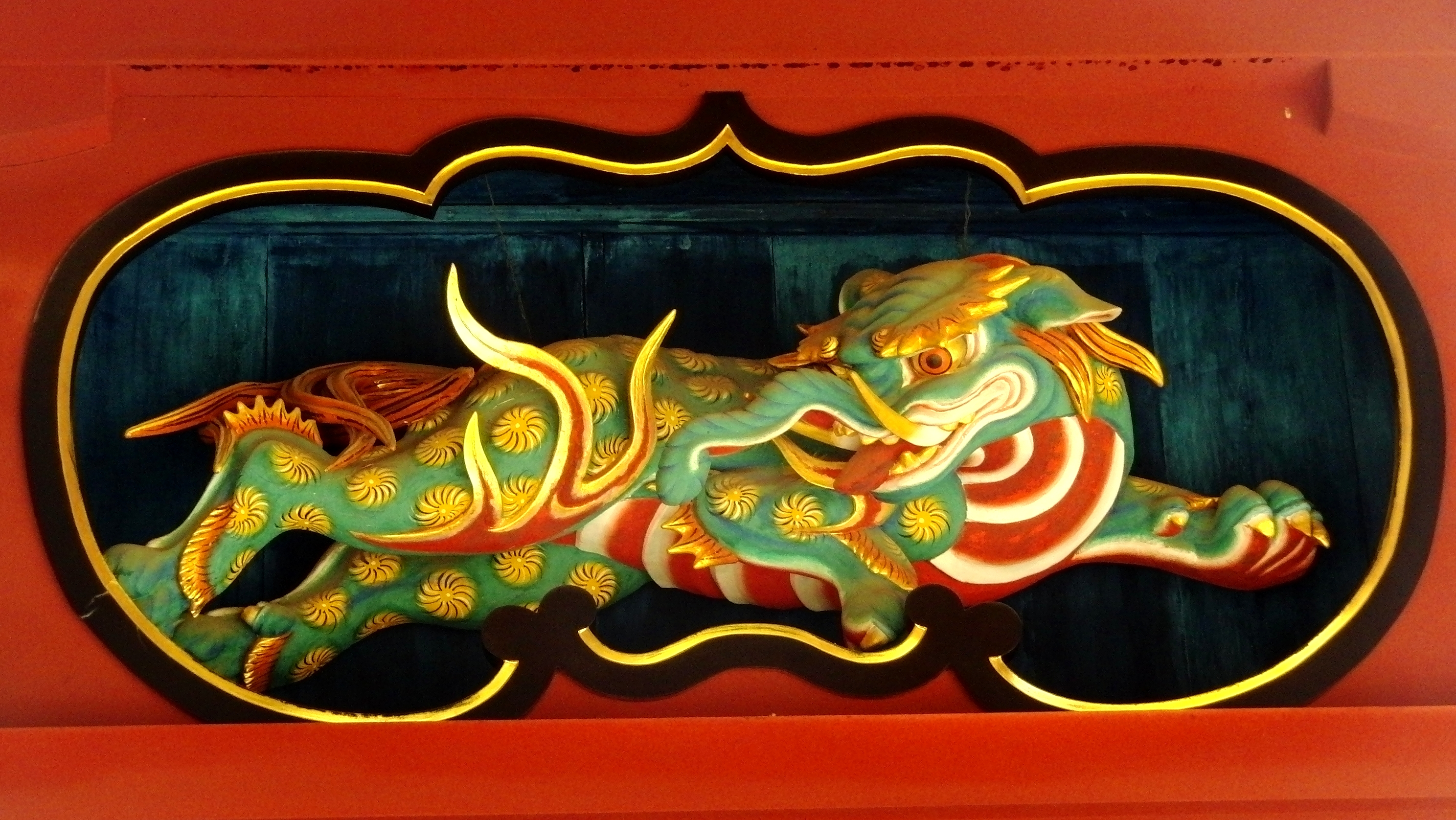
社殿の彫刻 獏
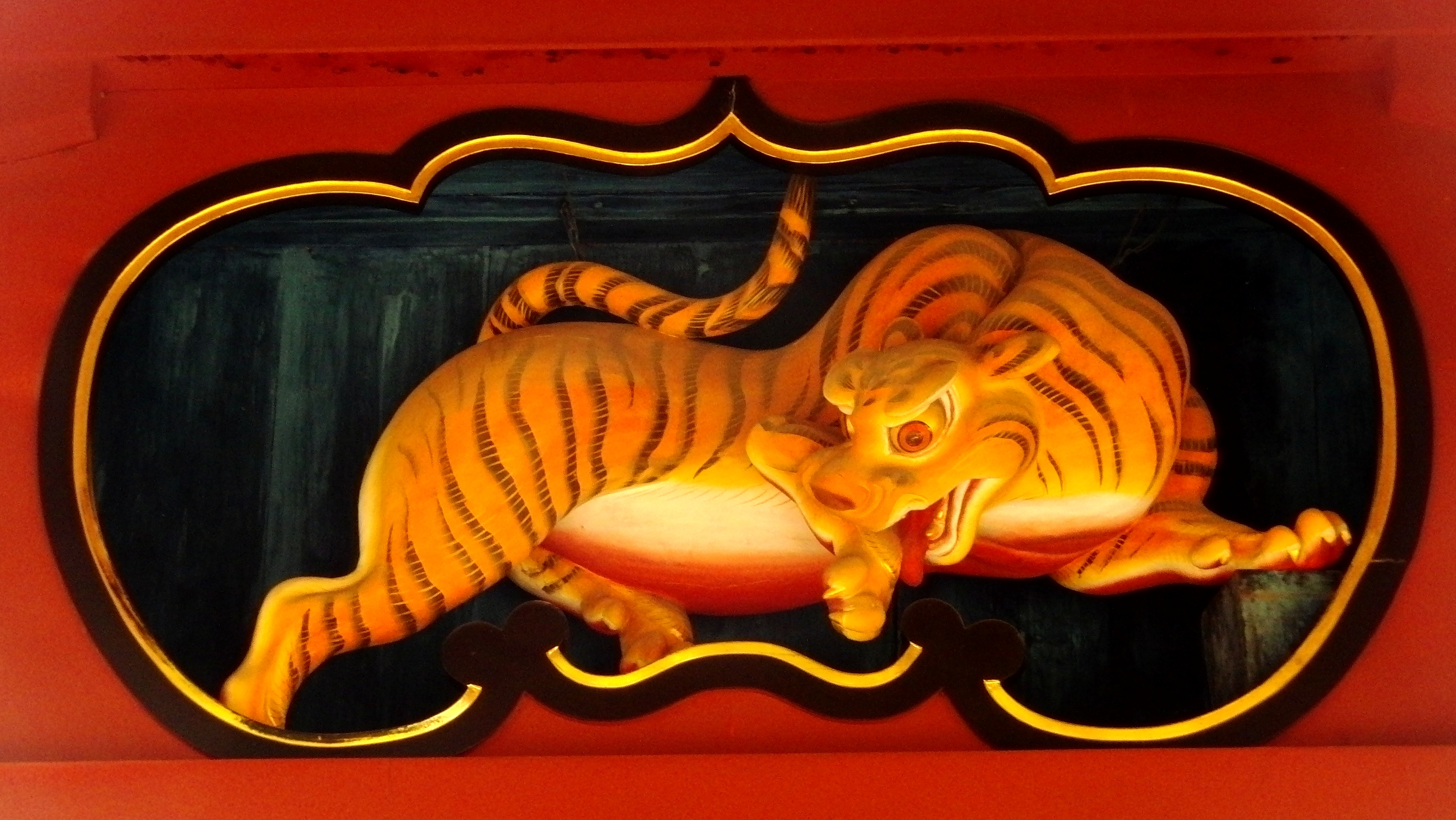
社殿の彫刻 虎
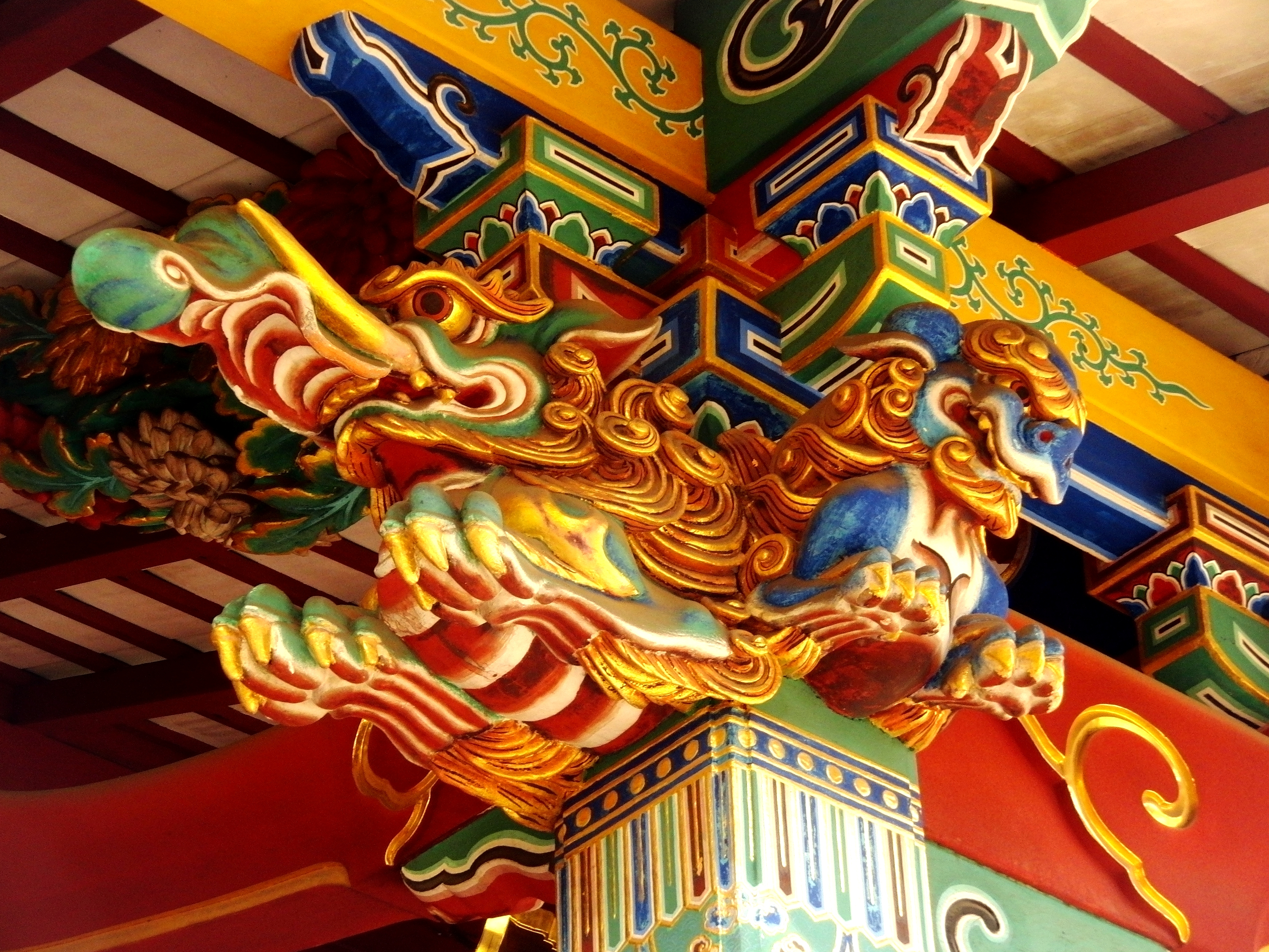
社殿の彫刻 獏と獅子
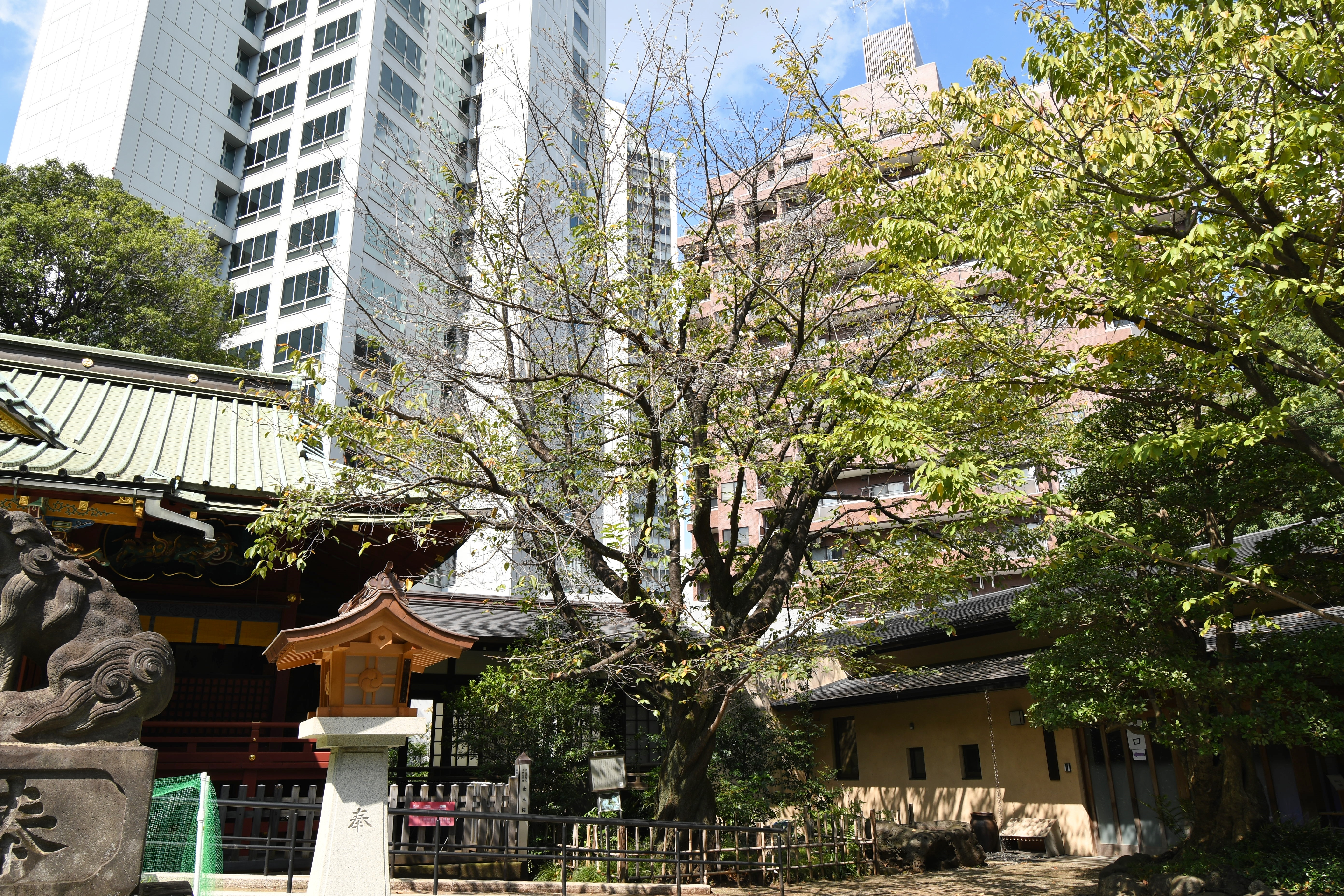
金王桜（渋谷区指定天然記念物）
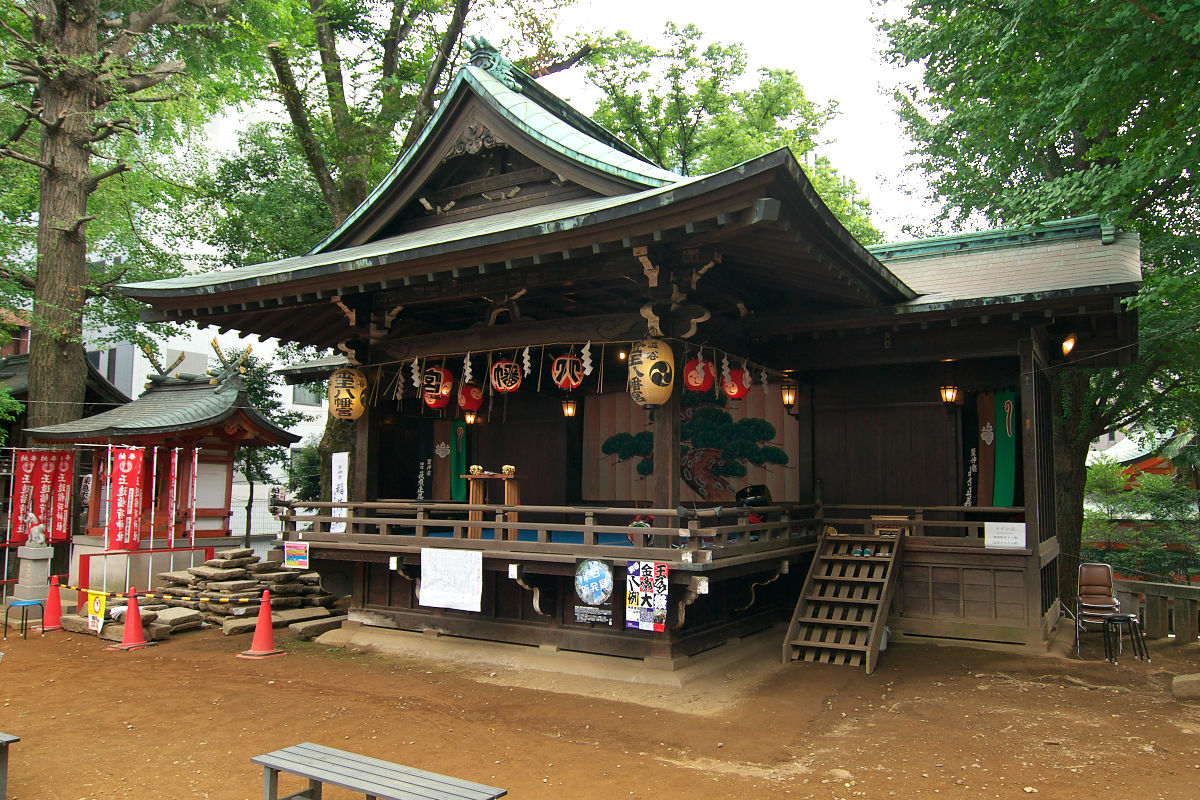
神楽殿
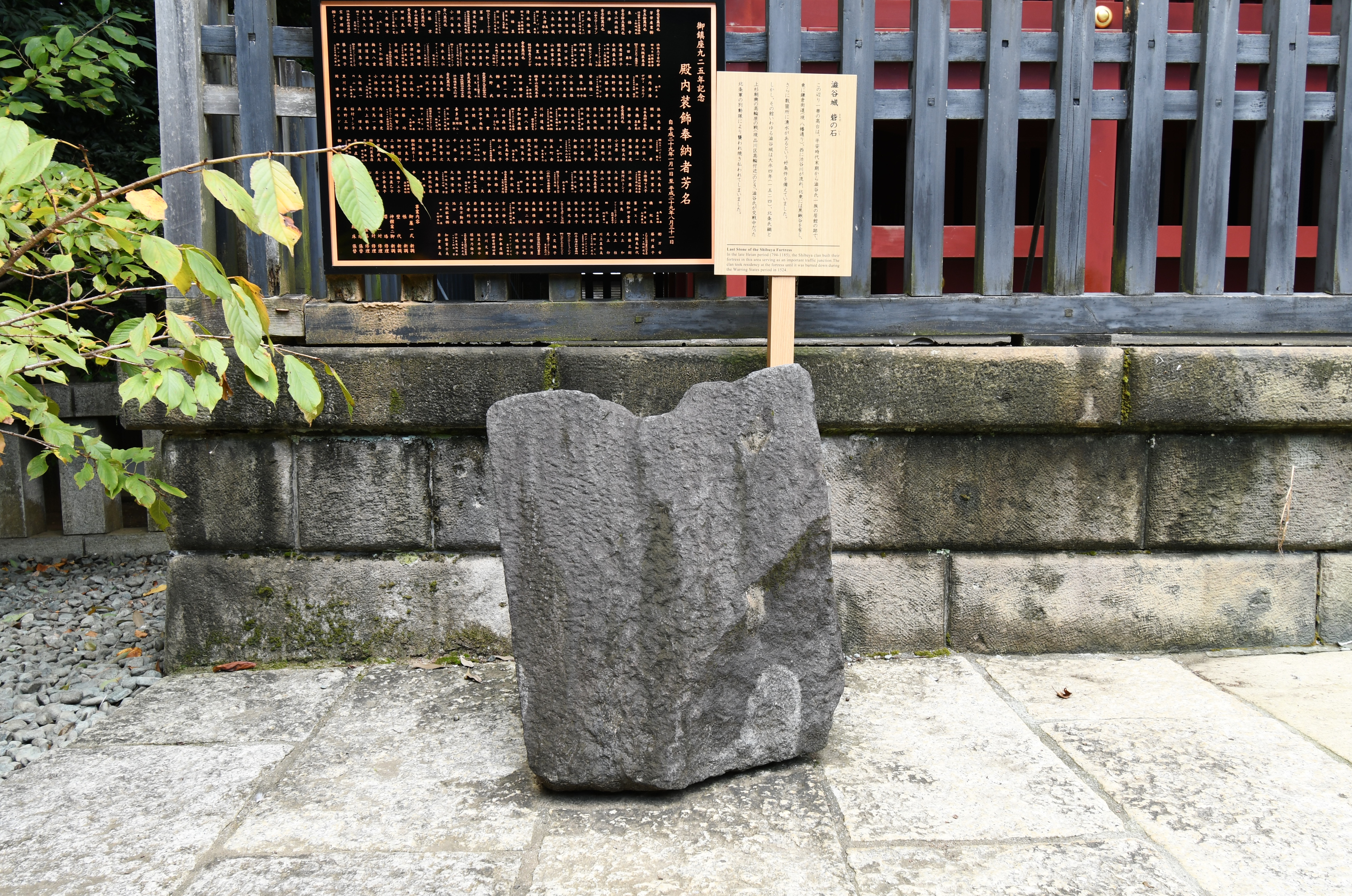
伝渋谷城の石
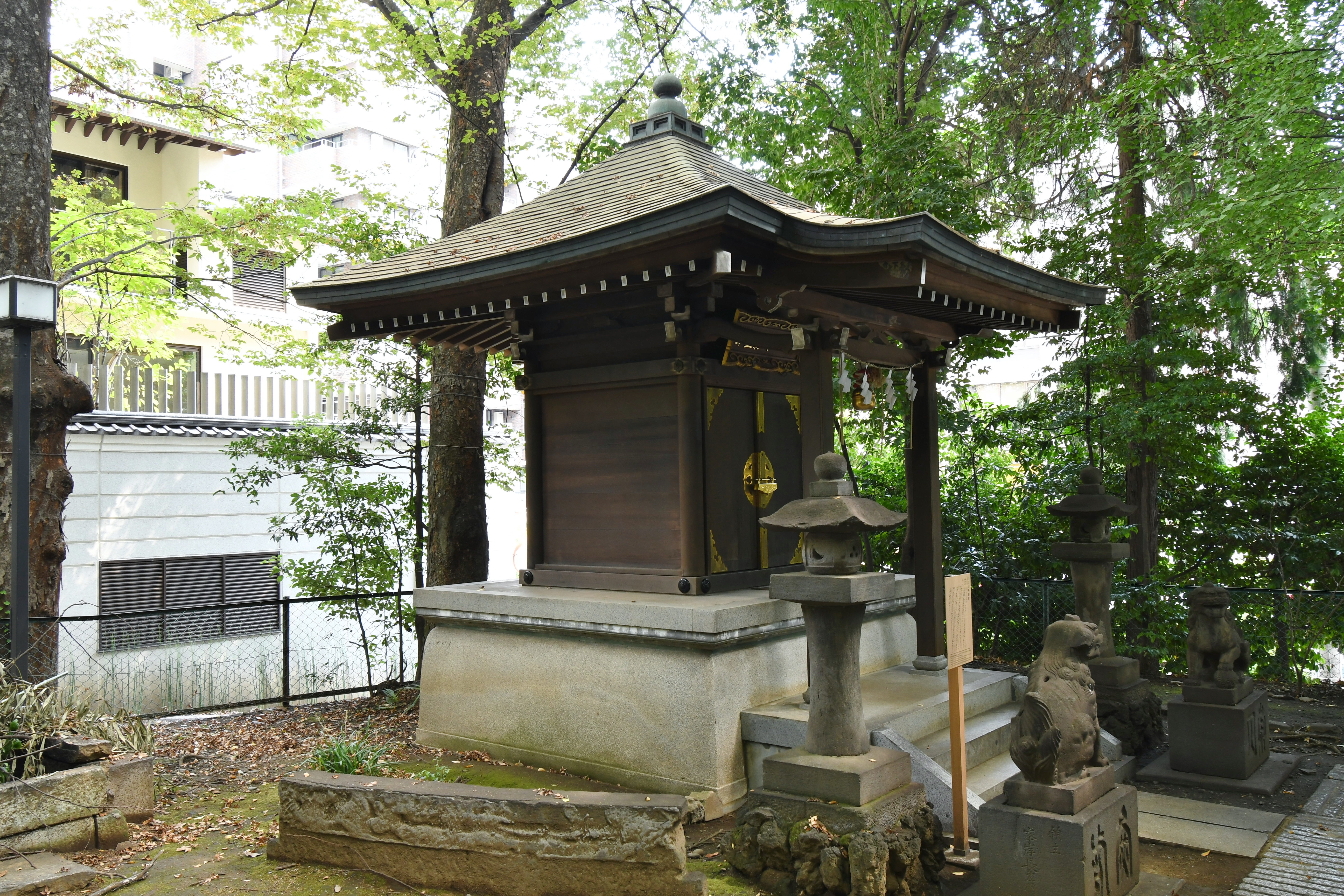
金王丸影堂
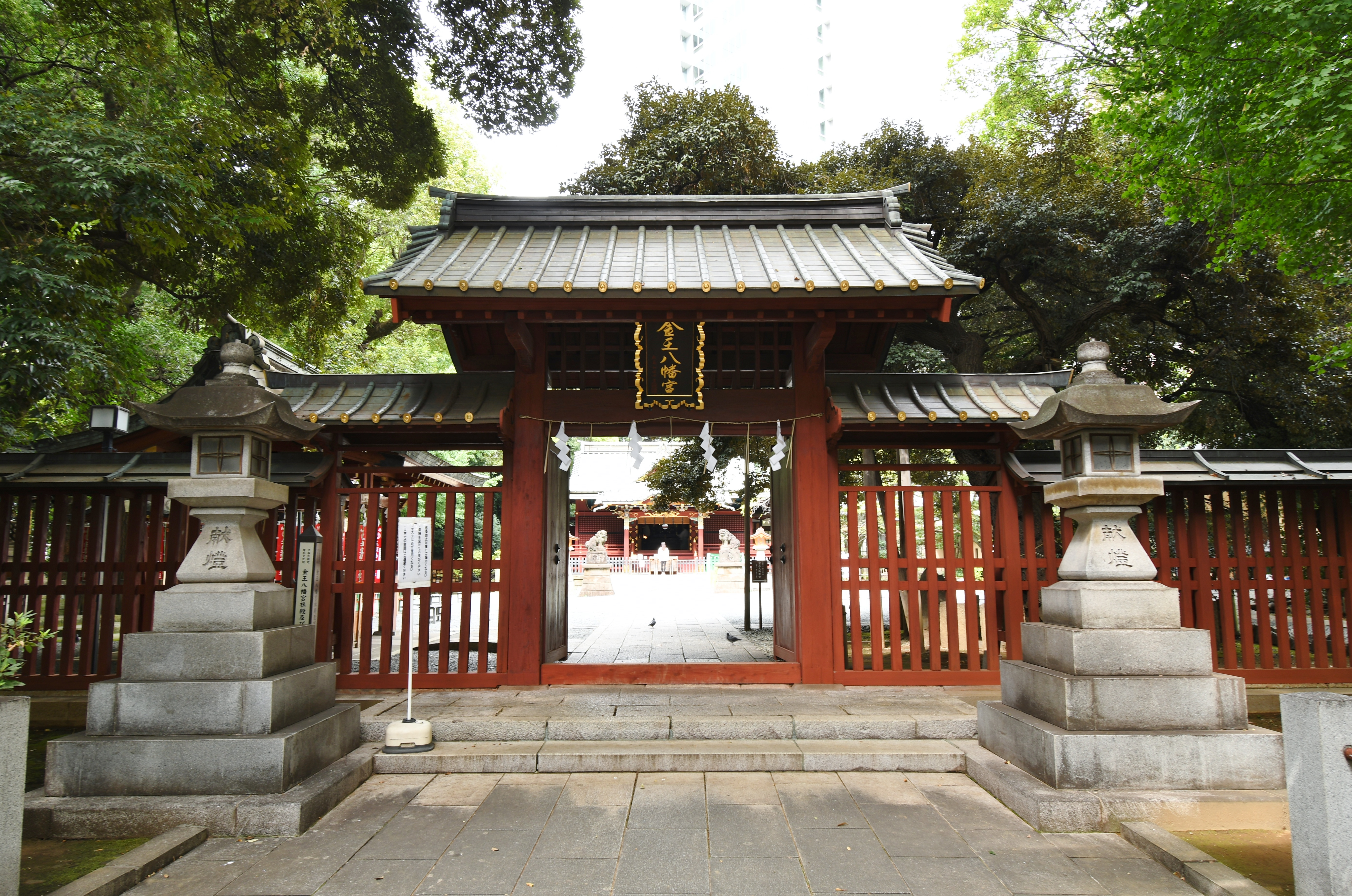
門（渋谷区指定文化財：附指定）
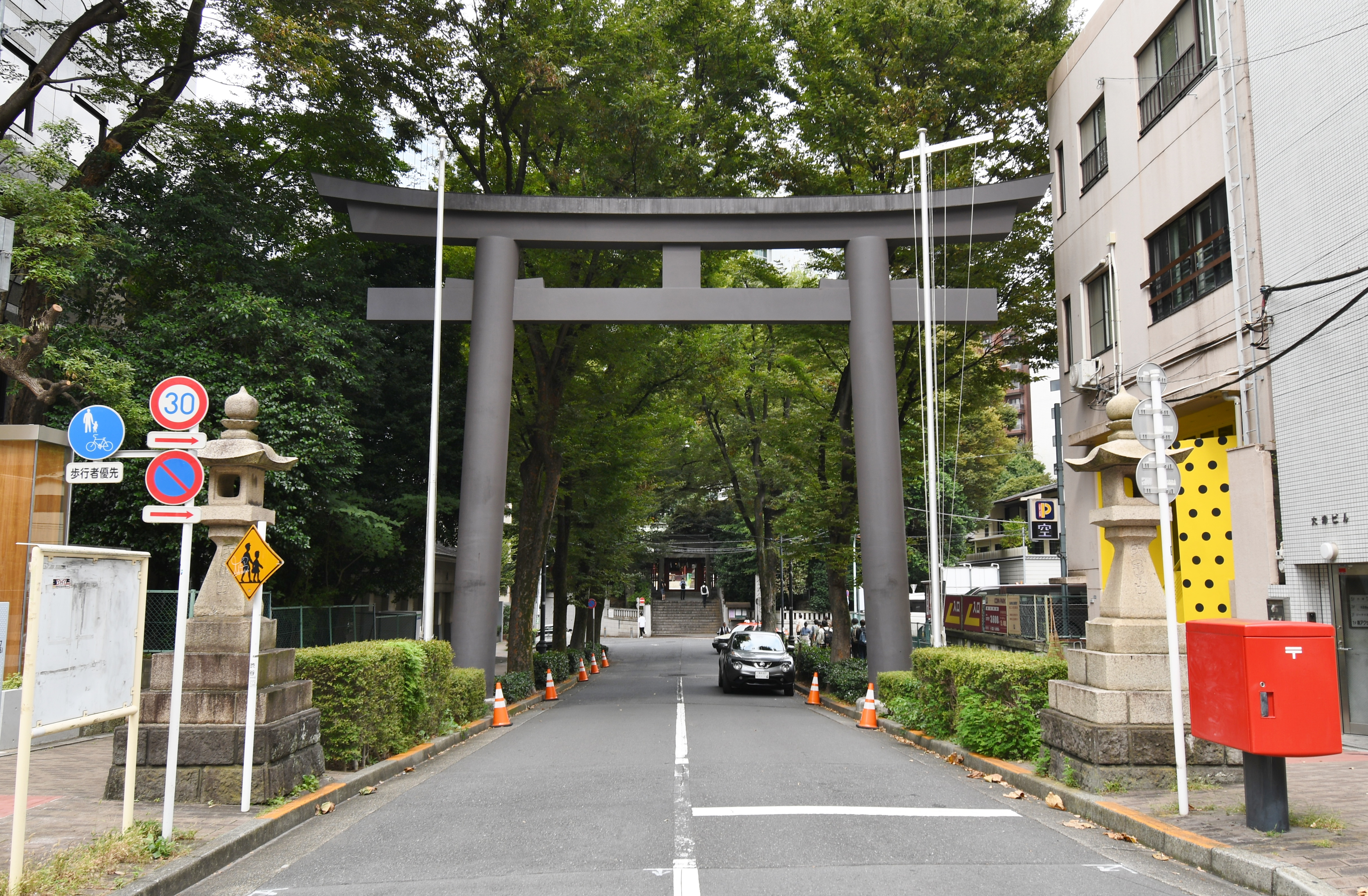
大鳥居
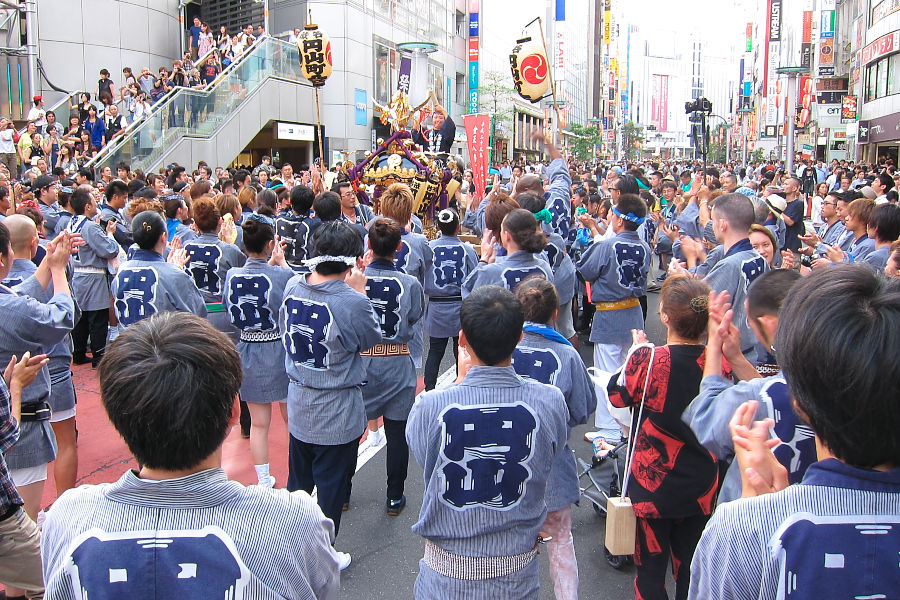
例祭の神輿。渋谷道玄坂109前

## 摂末社
- 玉造稲荷社
- 御嶽社（祭神：櫛真智命）
- 豊栄稲荷神社 - 道路を隔てて隣接するが、元は渋谷駅近くにあって渋谷氏によって創建されたと伝えられ、1961年（昭和36年）現在地に移されたものである。

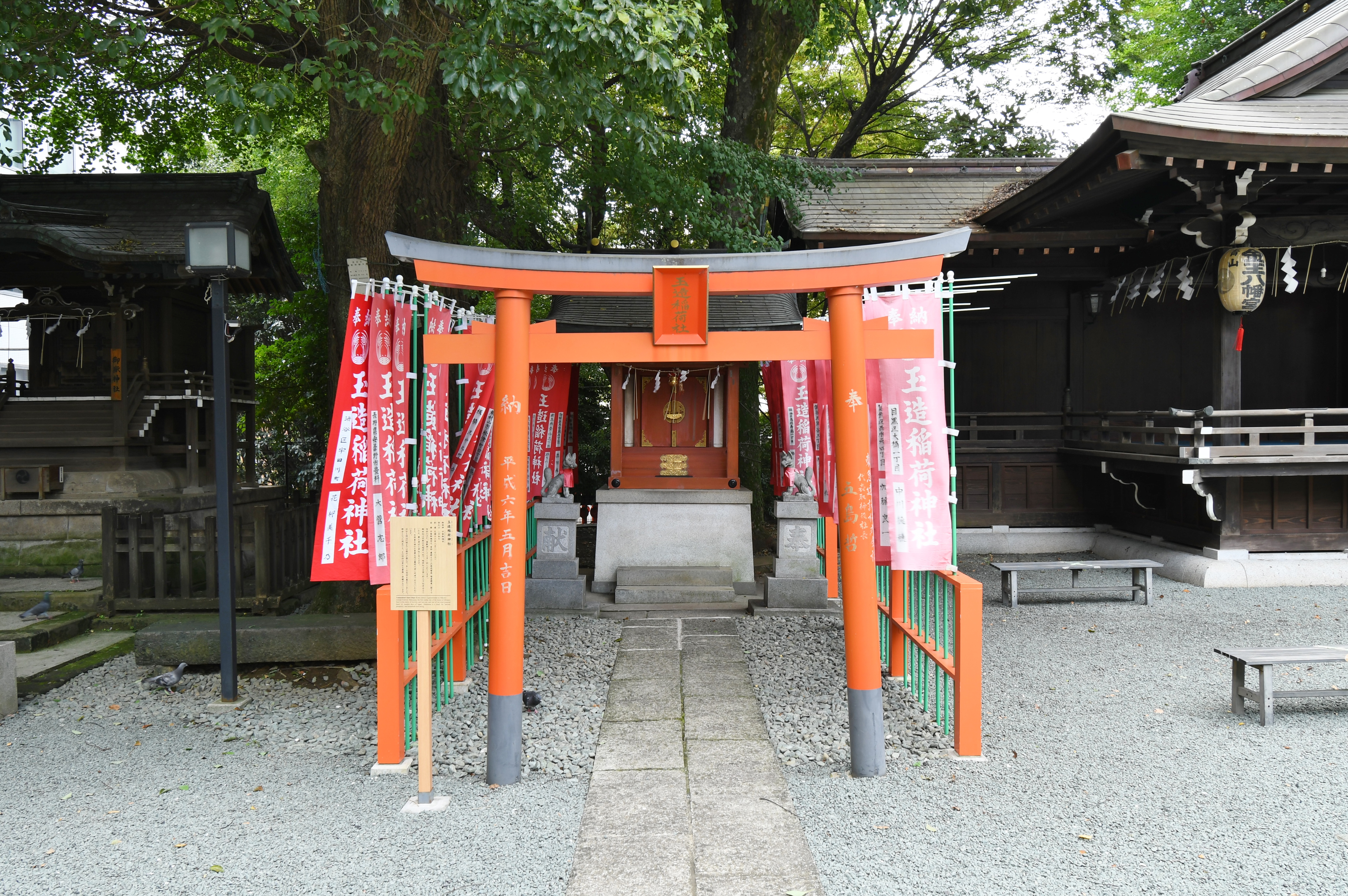
玉造稲荷社
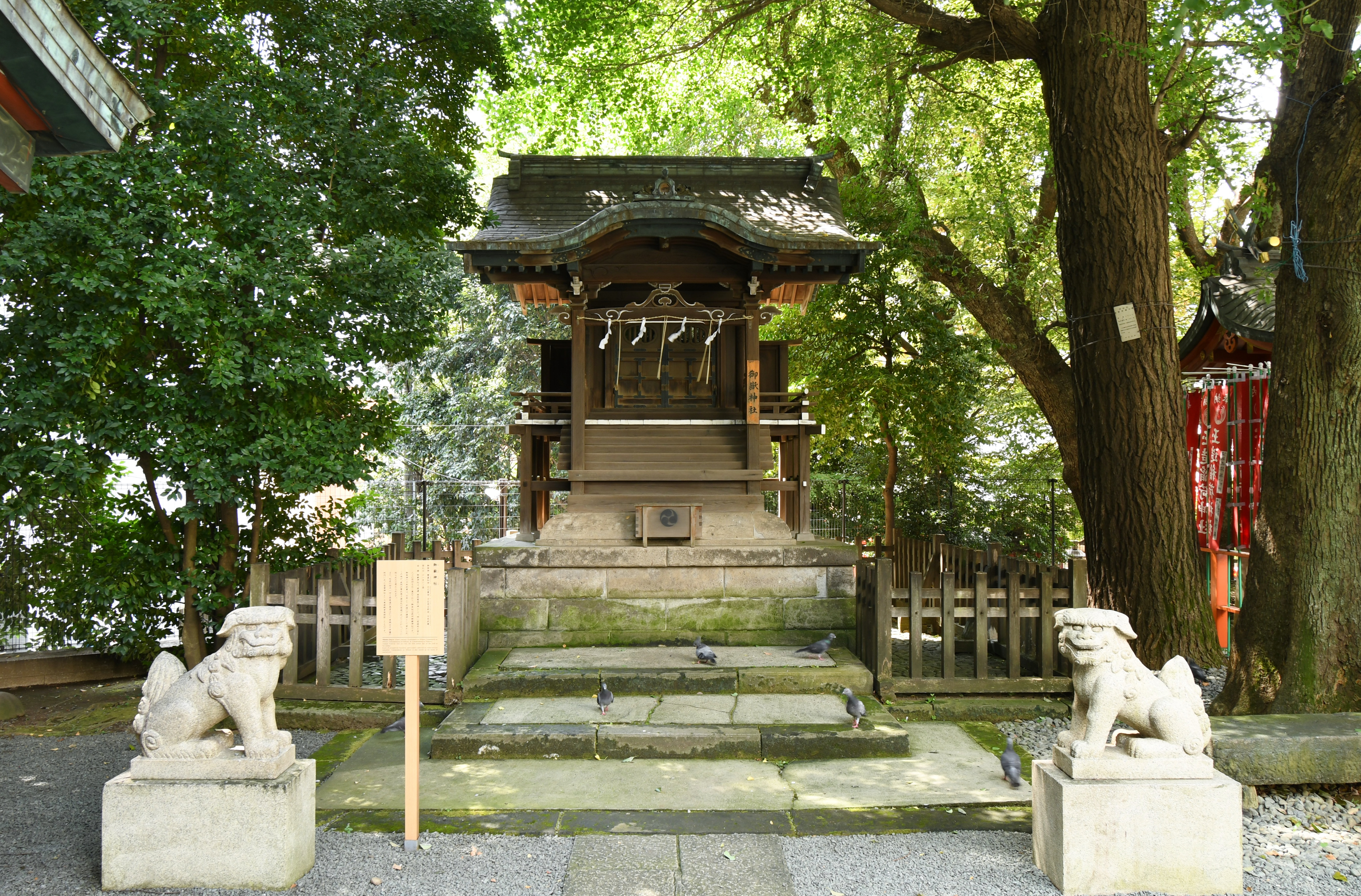
御嶽社

## 文化財

### 渋谷区指定文化財
- 有形文化財
  - 金王八幡宮社殿及び門（附 渡り廊下）（建造物） - 1976年（昭和51年）3月26日指定、2010年（平成22年）10月7日に附の渡り廊下の追加指定。
- 有形民俗文化財
  - 絵馬「大江山鬼退治之図」 2点 - 1993年（平成5年）2月5日指定。
  - 算額 3点 - 嘉永3年（1850年）奉納、安政6年（1859年）奉納、元治元年（1864年）奉納の3点。1993年（平成5年）2月5日指定。
- 天然記念物
  - 金王桜 - 1982年（昭和57年）2月18日指定。

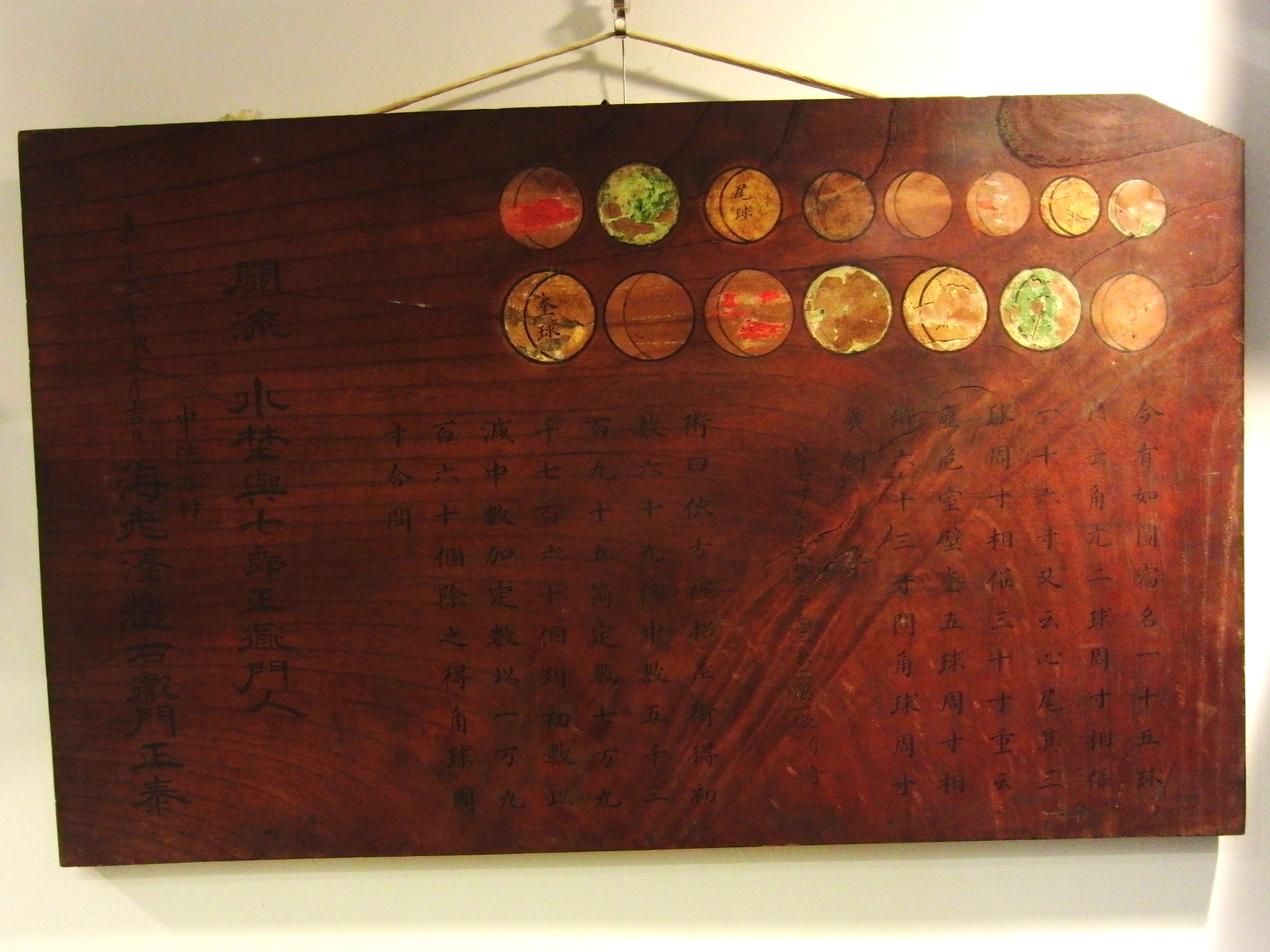
算額（嘉永3年（1850年）奉納）
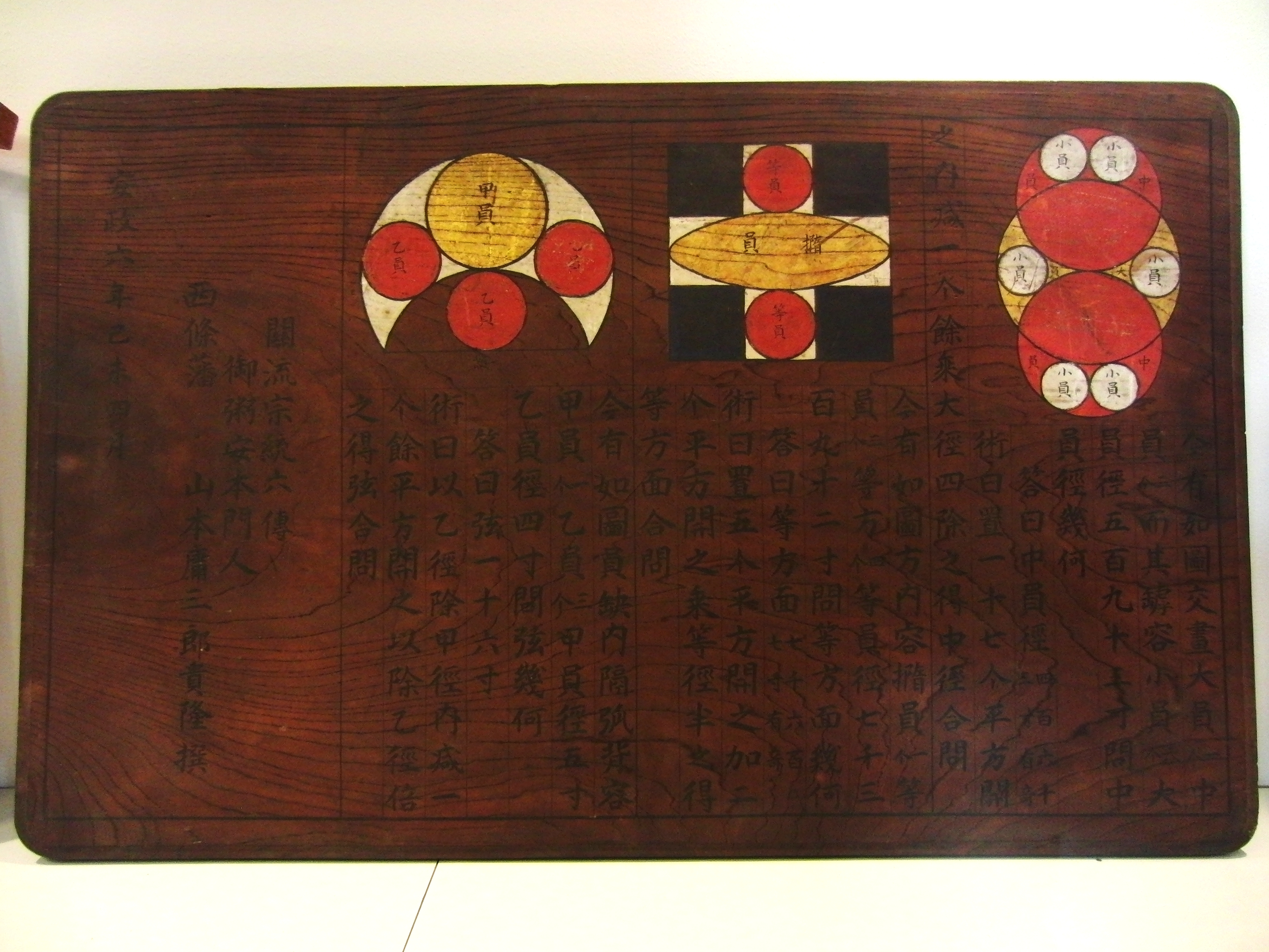
算額（安政6年（1859年）奉納）
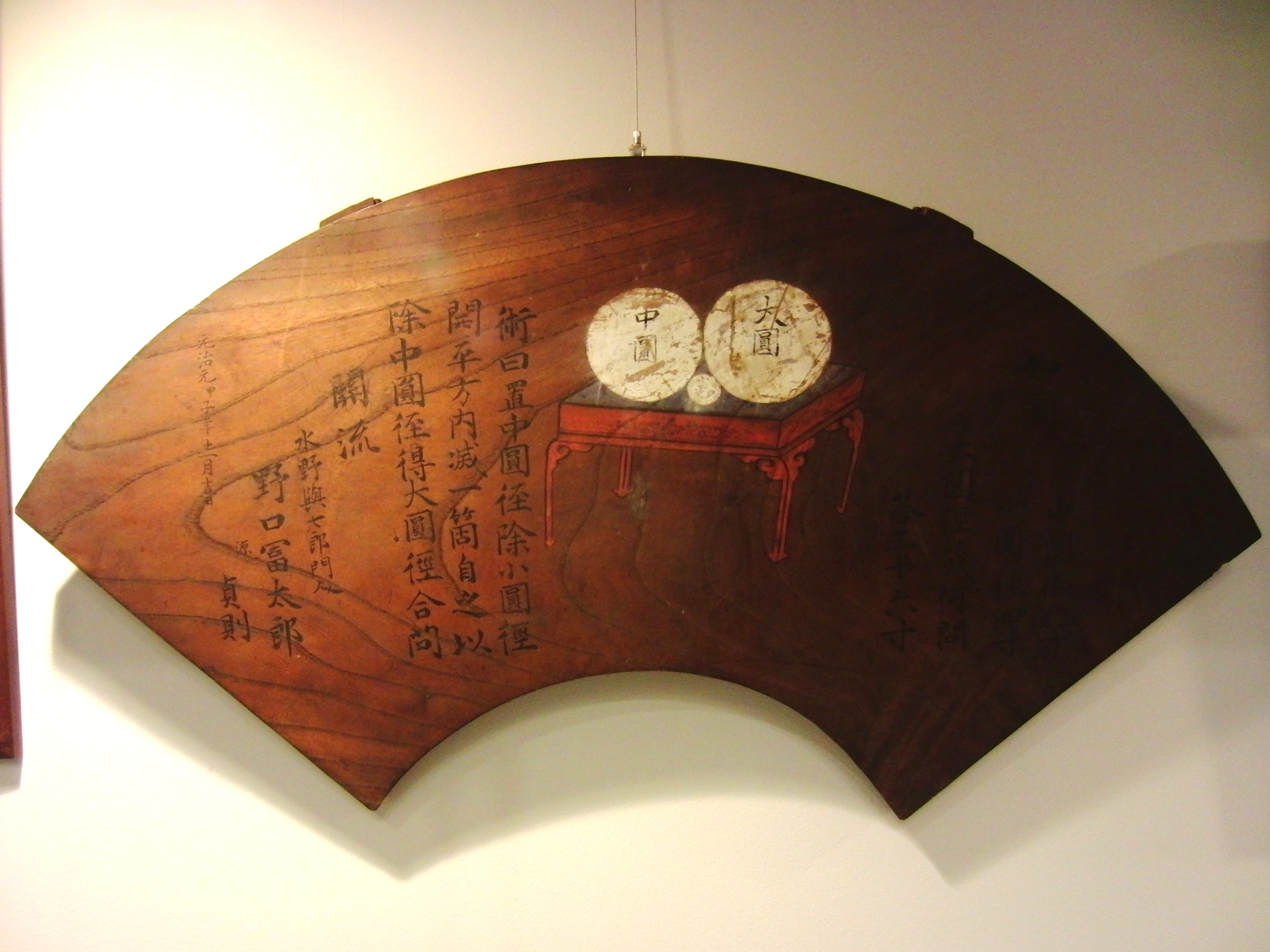
算額（元治元年（1864年）奉納）

## 氏子地域
- 渋谷区渋谷一丁目1〜7･17〜23
- 渋谷区渋谷二丁目1〜15･17･21･22
- 渋谷区渋谷三丁目
- 渋谷区渋谷四丁目
- 渋谷区鶯谷町
- 渋谷区鉢山町
- 渋谷区猿楽町6
- 渋谷区桜丘町
- 渋谷区南平台町
- 渋谷区道玄坂一〜二丁目
- 渋谷区円山町
- 渋谷区神泉町
- 渋谷区松濤一〜二丁目
- 渋谷区神山町1、4〜43
- 渋谷区宇田川町16〜42
- 渋谷区神南一丁目23
- 渋谷区神宮前五丁目33〜35･37･38･40〜53
- 港区北青山三丁目
- 港区南青山三〜七丁目
- 港区西麻布二丁目18

※ 渋谷区渋谷一丁目8〜17、渋谷二丁目16･18〜20、神南一丁目22は当社と関連する御嶽神社の氏子地域

## 所在地・アクセス
東京都渋谷区渋谷三丁目5-12　（六本木通りの南側）
- 渋谷駅（東口、南口、新南口）より徒歩5分